# Rada pro opevňování
Rada pro opevňování (RO) byla zřízena jako řídicí orgán, který měl na starosti získávat finanční prostředky, personál a materiál nezbytný k zajištění výstavby československého opevnění. V čele tohoto orgánu stanul jako předseda náčelník hlavního štábu armádní generál Ludvík Krejčí, jejími stálými poradci pak divizní generál Ing. František Nosál, přednosta IV. odboru (technického) ministerstva národní obrany, a brigádní generál František Havel, přednosta IV./1. oddělení (ženijního) ministerstva národní obrany. Vedle RO bylo také zřízeno ředitelství opevňovacích prací (ŘOP). Oba orgány byly současně založeny 20. března 1935.